# Ховот ха-Левавот
Ховот а-левавот (Ховот ха-левавот; полное название: ивр. תורת חובות הלבבות‎, русский: «Учение об обязанностях сердца») — книга, занимающаяся этикой иудаизма, написанная раввином Бахье ибн Пкуда, полное имя Бахье бен Йосеф ибн Пкуда, более известным как Рабейну Бахье. Рабейну Бахье был раввином, жившим, по всей видимости, в городе Сарагоса в XI веке.
Ховот Алевавот предположительно была написана в 1080 году на арабском языке под названием «Китаб аль-Хидая иль Фараид аль-Кулуб» (كتاب الهداية إلى فرائض القلوب). Через несколько десятилетий после написания книги были сделаны два её перевода на иврит. Перевод раввина Йегуды ибн Тибона стал каноническим, поскольку был максимально близок к оригиналу. Второй перевод, сделанный раввином Йосефом Кимхи, не был дословным переводом и был, в течение времени, утерян. Наряду с переводом на иврит, арабский оригинал был распространен среди евреев в арабоговорящих странах и был заново переведен на иврит в 1984 году раввином Йосефом Капахом. Впервые книга была переведена на русский язык в 2007 году раввином П. Перловым.
Ховот Алевавот — это наиболее ранняя дошедшая до нас книга, полностью посвященная вопросам этики иудаизма, веры и достижения совершенства характера.

## Структура книги
Книга включает в себя предисловие и 10 разделов, которые автор называет «вратами». Каждая глава освящает одну из областей этического учения иудаизма.
- Предисловие

1. Врата Единства
2. Врата познания
3. Врата служения Всевышнему
4. Врата упования
5. Врата искренности действия
6. Врата подчинения
7. Врата раскаяния
8. Врата самоанализа
9. Врата воздержанности
10. Врата любви к Всевышнему